# Tünde Szabó
Pour les articles homonymes, voir Szabó.
Tünde Szabó, née le 31 mai 1974 à Nyíregyháza, est une nageuse hongroise.

## Carrière
Elle remporte aux Championnats d'Europe juniors de natation 1988 deux médailles d'argent (sur 100 et 200 mètres dos). Elle obtient la médaille d'argent du 100 mètres dos aux Championnats du monde de natation 1991 et deux médailles d'argent sur 100 et 200 mètres dos aux Championnats d'Europe de natation 1991. Aux Jeux olympiques de 1992 à Barcelone, elle est médaillée d'argent sur 100 mètres dos et termine sixième de la finale du 200 mètres dos.